# اسلش‌دات
اسلش‌دات (به انگلیسی: Slashdot) (گاهی مخفف آن . /) یک وبگاه خبری مرتبط با فناوری است که مالک آن BizX است.
این وبگاه ترافیکی معادل ۳٫۷ میلیون کاربر در ماه دارد و تا به حال بیش از ۲۰ جایزه را برنده شده‌است که شامل جایزه وبی در سال ۲۰۰۰، برای «بهترین وبگاه جامعه» و «بهترین وبگاه خبری» نیز هست.